# Eli Iserbyt
Eli Iserbyt (Bavikhove, 22 oktober 1997) is een Belgisch veldrijder. In 2020 werd hij Europees kampioen veldrijden bij de elite.

## Carrière
Iserbyt begon met veldrijden op 11-jarige leeftijd. Als niet-aangeslotene won hij één wedstrijd en in zijn eerste jaar bij de aspiranten won hij er twee. Het daaropvolgende jaar won Iserbyt zo goed als al zijn wedstrijden en werd hij Belgisch kampioen veldrijden bij de aspiranten. Hij werd daarnaast ook Belgisch kampioen mountainbiken.
Bij de nieuwelingen en junioren werd Iserbyt vier jaar na elkaar kampioen van België. In zijn tweede jaar bij de junioren werd hij op het wereldkampioenschap in Tábor verslagen door de Deen Simon Andreassen, nadat hij eerder dat seizoen Europees kampioen was geworden en het eindklassement van de Wereldbeker en de Superprestige op zijn naam had geschreven.
Vanaf het seizoen 2015-2016 kwam Iserbyt uit in de beloftecategorie. In de Cyclocross Leuven, begin 2016, werd hij vijfde in de wedstrijd voor profs. Een week later kreeg hij de kans om voor de zesde opeenvolgende keer Belgisch kampioen te worden in Lille, maar door een zware valpartij bij de start moest hij opgeven. Op 31 januari 2016 won Iserbyt het WK in Zolder als eerstejaarsbelofte. Hij werd daarmee de jongste wereldkampioen ooit bij de beloften. Hij was in de sprint sneller dan de Tsjech Adam Ťoupalík, die zijn handen een ronde te vroeg in de lucht had gestoken. Quinten Hermans was de tweede landgenoot op het podium met een bronzen medaille. Iserbyt werd dat jaar opnieuw eindwinnaar in de Wereldbeker en de Superprestige. Hij behaalde ook brons op het Europees kampioenschap in Huijbergen. In juni 2016 werd hij belofte met profcontract bij Marlux-Napoleon Games.
Zijn tweede jaar bij de beloften verliep minder vlot. Hij eindigde op het EK als 10e en op het WK als 17e. Iserbyt werd wel eindwinnaar in de DVV Trofee.
Als derdejaarsbelofte werd hij op 5 november 2017 Europees kampioen in het Tsjechische Tábor. Hij won in de sprint van Tom Pidcock. In datzelfde seizoen werd hij op 4 februari 2018 voor de tweede keer wereldkampioen bij de beloften in het Nederlandse Valkenburg. Hij won met bijna een halve minuut voorsprong op de uittredende wereldkampioen Joris Nieuwenhuis. Hij werd ook eindwinnaar in de DVV Trofee bij de beloften.
In 2018 wint hij het jongerenklassement van de Boucles de la Mayenne en wordt derde in het algemeen klassement na Mathieu van der Poel en Romain Seigle.
Als laatstejaarsbelofte werd Iserbyt vice-Europees kampioen in Rosmalen en vicewereldkampioen in Bogense na zijn grootste rivaal Tom Pidcock. Daarnaast behaalde hij tien top 5-plaatsen bij de elite. Hij werd vierde op het zware Belgisch kampioenschap in Kruibeke na Toon Aerts, Wout van Aert en Michael Vanthourenhout.
In het seizoen 2019-2020 reed Iserbyt zijn eerste volwaardige programma bij de elite en stoot meteen door naar de top. Hij won drie wereldbekers op rij, de openingswedstrijden van Iowa en Waterloo, en vervolgens Bern. Dat seizoen won Iserbyt tien wedstrijden, o.a. ook nog de klassiekers Gavere en de Koppenberg, het dubbelweekend in Kruibeke en Gieten, en de spannende wereldbekerwedstrijd in Nommay tegen Toon Aerts. Hij behaalde tien tweede plaatsen, de meeste na Mathieu van der Poel. Hij schrijft de DVV Trofee op zijn naam en wordt tweede in zowel de Superprestige als de Wereldbeker eindstand. Hij werd tweede op het EK in Silvelle (IT) op slechts 3" van MVDP en tweede op het Belgisch Kampioenschap in Antwerpen na Laurens Sweeck. Op het WK in Dübendorf werd hij tiende. Op het einde van dat seizoen is Iserbyt opgeklommen naar de derde plaats op de UCI ranking. Iserbyt traint dan nog steeds bij Rudi van de Sompel, zijn trainer sinds de aspiranten.
Net na het einde van dit seizoen zou de coronapandemie uitbreken. Met veel inspanningen zowel van de organisatoren als van de renners werd er toch een beperkt veldritseizoen 2020-2021 opgezet, grotendeels in België. Publiek was niet toegelaten en de entourage werd beperkt. Dat seizoen won Iserbyt het Europees Kampioenschap voor Michael Vanthourenhout en Lars van der Haar. Hij is daarmee de eerste renner in de geschiedenis die zowel als junior, belofte en elite Europees kampioen werd. In de wedstrijd in Zolder kwam Iserbyt zwaar ten val. Hij scheurde gedeeltelijk zijn gewrichtsband aan de elleboog en liep kneuzingen op. Hij reed het seizoen nog uit, maar moest een operatie ondergaan aan het eind van het seizoen. Iserbyt moet opgeven in het BK in Meulebeke en wordt zevende op het WK in Oostende. Dat seizoen zou hij zeven wedstrijden winnen waaronder opnieuw de Koppenberg. Hij won opnieuw het eindklassement van de X20-Trofee. Iserbyt stond op het einde van het seizoen op een tweede plaats op de UCI ranking. Het volgende seizoen veranderde het reglement van de UCI ranking.
In het seizoen 2023 - 2024 kroonde Iserbyt zich voor het eerst in zijn carrière tot Belgisch kampioen veldrijden bij de elite. Hij sloot het seizoen af met 11 overwinningen. 
Het seizoen 2024 - 2025 begon voor Iserbyt in mineur. Tijdens de seizoensopener in Beringen werd hij gediskwalificeerd na een incident met Ryan Kamp. Iserbyt stampte op het achterwiel van de Nederlander, nadat beide renners ten val waren gekomen. De UCI besloot hem een schorsing van een week en een boete van 2500 Zwitserse frank op te leggen. Het incident veroorzaakte heel wat ophef. Iserbyt werd wekenlang belaagd op sociale media.
Iserbyt had tot 2019 een relatie met Puck Moonen. Op 18 maart 2023 trouwde hij met Fien Maddens.
In het seizoen 2024 - 2025 onthulde Iserbyt dat hij rondreed met zware pijnen. Toch kon hij nog vier overwinningen behalen en won hij het eindklassement van de X2O Trofee. In februari 2025 werd hij geopereerd aan de liesslagader.

## Erelijst

### Veldrijden

#### Overwinningen
| Seizoen   | Wereldbeker                                                                            | Superprestige                                            | Trofee                               | WK  | EK  | BK  | Overige                                      | Totaal aantal zeges |
| --------- | -------------------------------------------------------------------------------------- | -------------------------------------------------------- | ------------------------------------ | --- | --- | --- | -------------------------------------------- | ------------------- |
| 2015-2016 |                                                                                        |                                                          |                                      | NVT | NVT | NVT |                                              | 0                   |
| 2016-2017 |                                                                                        |                                                          |                                      | NVT | NVT | 19e |                                              | 0                   |
| 2017-2018 |                                                                                        |                                                          |                                      | NVT | NVT | DNF |                                              | 0                   |
| 2018-2019 |                                                                                        |                                                          |                                      | NVT | NVT | 4e  |                                              | 0                   |
| 2019-2020 | Iowa, Waterloo, Bern, Nommay                                                           | Gieten, Asper-Gavere                                     | Oudenaarde, Eindklassement           | 10e | ↑   | ↑   | Kruibeke, Maldegem, Hulst, (Masters Waregem) | 10 (11)             |
| 2020-2021 |                                                                                        | Ruddervoorde, Boom                                       | Oudenaarde, Kortrijk, Eindklassement | 7e  | ↑   | DNF | Lokeren, Sint-Niklaas                        | 7                   |
| 2021-2022 | Waterloo, Iowa, Overijse, Koksijde, Besançon, Flamanville, Hoogerheide, Eindklassement | Ruddervoorde, Niel, Merksplas, Eindklassement            | Oudenaarde                           | ↑   | 12e | DNF | Lokeren, Beringen, Bredene                   | 14                  |
| 2022-2023 | Waterloo, Fayetteville, Tabor                                                          | Ruddervoorde, Middelkerke                                | Baal, Brussel, Eindklassement        | ↑   | DNF | 4e  | Beringen                                     | 8                   |
| 2023-2024 | Troyes, Flamanville, Eindklassement                                                    | Overijse, Ruddervoorde, Niel, Middelkerke Eindklassement | Kortrijk, Brussel                    | 5e  | 6e  | ↑   | Otegem, Maldegem                             | 11                  |
| 2024-2025 | Antwerpen                                                                              |                                                          | Baal, Eindklassement                 |     | ↑   | 7e  | Heerde, Kortrijk                             | 4                   |
|           |                                                                                        |                                                          |                                      |     |     |     |                                              |                     |
| Totaal    | 17 (2x Eindklassement)                                                                 | 13 (2x Eindklassement)                                   | 9 (4x Eindklassement)                | 0   | 1   | 1   | 13                                           | 54                  |

#### Erelijst
| Seizoen   | Wereldbeker | Superprestige | Trofee | UCI    | WK  | EK  | BK   | Aantal zeges | Aantal podia |
| --------- | ----------- | ------------- | ------ | ------ | --- | --- | ---- | ------------ | ------------ |
| 2015-2016 | NVT         | NVT           | NVT    | 11e    | NVT | NVT | NVT  | 0            | 0            |
| 2016-2017 | NVT         | NVT           | NVT    | 30e    | NVT | NVT | 19e  | 0            | 2            |
| 2017-2018 | 46e         | 19e           | NVT    | 14e    | NVT | NVT | DNF  | 0            | 0            |
| 2018-2019 | 37e         | 14e           | 10e    | 13e    | NVT | NVT | 4e   | 0            | 1            |
| 2019-2020 | ↑           | ↑             | ↑      | Brons  | 10e | ↑   | ↑    | 10           | 23           |
| 2020-2021 | 18e         | ↑             | ↑      | Zilver | 7e  | ↑   | DNF  | 7            | 16           |
| 2021-2022 | ↑           | ↑             | ↑      | Goud   | ↑   | 12e | DNF  | 14           | 29           |
| 2022-2023 | ↑           | ↑             | ↑      | 4e     | ↑   | DNF | 4e   | 8            | 22           |
| 2023-2024 | ↑           | ↑             | Zilver | ↑      | 5e  | 6e  | Goud | 11           | 21           |
| 2024-2025 | 5e          | 4e            | Goud   |        | 13e | ↑   | 7e   | 4            | 14           |
| Totaal    | 2           | 2             | 4      | 2      | 0   | 1   | 1    | 54           | 128          |

#### Jeugd
| Categorie          | Seizoen   | Wereldbeker                                             | Superprestige                                                                                        | Trofee                                                                | WK  | EK  | BK  | Overige | Totaal aantal zeges |
| ------------------ | --------- | ------------------------------------------------------- | --- | --------------------------------------------------------------------- | --- | --- | --- | --- | ------------------- |
| Niet-aangeslotenen | 2008-2009 |                                                         | |                                                                       |     |     |     | Koekelare | 1                   |
| Niet-aangeslotenen | Totaal    | 0                                                       | 0 | 0                                                                     | 0   | 0   | 0   | 1 | 1                   |
| Aspiranten         | 2009-2010 |                                                         | |                                                                       |     |     | 4e  | Keiem, Kortrijk | 2                   |
| Aspiranten         | 2010-2011 |                                                         | |                                                                       |     |     | ↑   | Kruiningen, Rucphen, Landskouter, Snaaskerke, Koekelare, Lokeren (PK), Hoboken, Wustwezel, Overijse, Diksmuide, Retie, Kortrijk, Lille                                                                                  | 14                  |
| Aspiranten         | Totaal    | 0                                                       | 0 | 0                                                                     | 0   | 0   | 1   | 15 | 16                  |
| Nieuwelingen       | 2011-2012 |                                                         | |                                                                       |     |     | ↑   | Koekelare (PK) | 2                   |
| Nieuwelingen       | 2012-2013 |                                                         | | Ronse, Hasselt                                                        |     |     | ↑   | Kessel-Fort, Wiekevorst, Erpe-Mere, Hoboken, Ruddervoorde, Zingem, Koekelare, Dottenijs, Koksijde, Lotenhulle, Antwerpen, Lichtervelde, Beernem (PK), Perwez, Zonnebeke, Anvaing, Assenede, Middelkerke, Eeklo, Lebbeke | 23                  |
| Nieuwelingen       | Totaal    | 0                                                       | 0 | 2                                                                     | 0   | 0   | 2   | 21 | 25                  |
| Junioren           | 2013-2014 |                                                         | |                                                                       | 7e  | 6e  | ↑   | Moerbeke-Waas, Ronse | 3                   |
| Junioren           | 2014-2015 | Valkenburg, Heusden-Zolder, Hoogerheide, Eindklassement | Gieten, Zonhoven, Ruddervoorde, Asper-Gavere, Spa-Francorchamps, Diegem, Hoogstraten, Eindklassement |                                                                       | ↑   | ↑   | ↑   | Erpe-Mere, Neerpelt, Ronse, Meulebeke, Overijse, Varsenare (PK), Leuven, Zonnebeke, Lebbeke, Oostmalle | 22                  |
| Junioren           | Totaal    | 3 (1x Eindklassement)                                   | 7 (1x Eindklassement)                                                                                | 0                                                                     | 0   | 1   | 2   | 12 | 25                  |
| Beloften           | 2015-2016 | Koksijde, Namen, Lignières-en-Berry, Eindklassement     | Zonhoven, Ruddervoorde, Asper-Gavere, Hoogstraten, Middelkerke, Eindklassement                       | Ronse, Hamme                                                          | ↑   | ↑   | DNF | Overijse | 12                  |
| Beloften           | 2016-2017 | Fiuggi                                                  | Asper-Gavere                                                                                         | Oudenaarde, Essen, Loenhout, Baal, Eindklassement                     | 17e | 10e | NVT | Overijse, Oostmalle | 8                   |
| Beloften           | 2017-2018 | Zeven, Hoogerheide                                      | Hoogstraten                                                                                          | Ronse, Hamme, Essen, Antwerpen, Loenhout, Baal, Lille, Eindklassement | ↑   | ↑   | NVT | | 12                  |
| Beloften           | 2018-2019 | Bern, Heusden-Zolder, Hoogerheide                       | |                                                                       | ↑   | ↑   | NVT | | 3                   |
| Beloften           | Totaal    | 9 (1x Eindklassement)                                   | 7 (1x Eindklassement)                                                                                | 13 (2x Eindklassement)                                                | 2   | 1   | 0   | 3 | 35                  |

### Wegwielrennen
2011 (aspiranten) - 1 zege
- Buggenhout-Opdorp

2015 (junioren) - 3 zeges
- Otegem
- Vurste-Gavere
- Vladslo

2018 - 0 zeges
- Jongerenklassement Boucles de la Mayenne

### Mountainbiken
2011 (aspiranten) - 1 zege
- Belgisch kampioenschap

Debeir · Driesen · Iserbyt · Joseph · K. Pauwels · T. Pauwels · Siebens · D. Vanthourenhout · M. Vanthourenhout · Vantornout